# Chiesa di Santa Maria della Stella (Catanzaro)
La chiesa di Santa Maria della Stella è un luogo di culto cattolico di Catanzaro.

## Storia
Sia Luise Gariano nella sua opera Cronica di Catanzaro, che Giovanni Fiore in Della Calabria illustrata, confermano il completamento della chiesa  e monastero di Santa Maria della Stella al 4 ottobre 1585, sotto il vescovato di Nicolò Orazi e il pontificato di Sisto V. Poco dopo la costruzione del complesso , il ristretto parrocchiale che lo ospitava prese il nome del quartiere Stella.
È stato il quarto monastero femminile costruito a Catanzaro.

## Descrizione
Secondo una relazione del 1955 realizzata dal parroco Alberto Mancini, nel XVII secolo la chiesa subì, ad opera delle suore del 3º Ordine di san Francesco d’Assisi, dei lavori di restauro: venne prolungata la chiesa con sei arcate, sotto ognuna delle quali venne posto un altare, sormontati tutti da fastigi lignei con colonne dorate, vennero ingranditi i finestroni e ingrandito il convento.
Durante dei lavori di restauro nel 1999, vennero trovate delle tracce di un affresco lungole pareti perimetrali e cornicioni a ovuli e dentelli su cui sormonta una cornice modanata con decorazioni a svolazzi acantiformi e nastri.
La chiesa dispone di diversi affreschi: il primo, raffigurante lo spirito santo sotto forma di colomba il calice e l'ostia collocato in alto sulla parete di fondo del presbiterio, il secondo raffigurante degli  angeli, posto all'altezza dell'altare maggiore, il terzo raffigurante santa Fara, un quarto dedicato alla Stella Maris, tutte opere di Guido Parentela realizzate nel XX secolo. Sempre nel XX secolo andarono distrutti altri affreschi per via di un crollo di una parte della volta.